# کوجو میچی‌فوسا
(به ژاپنی: کوجو)

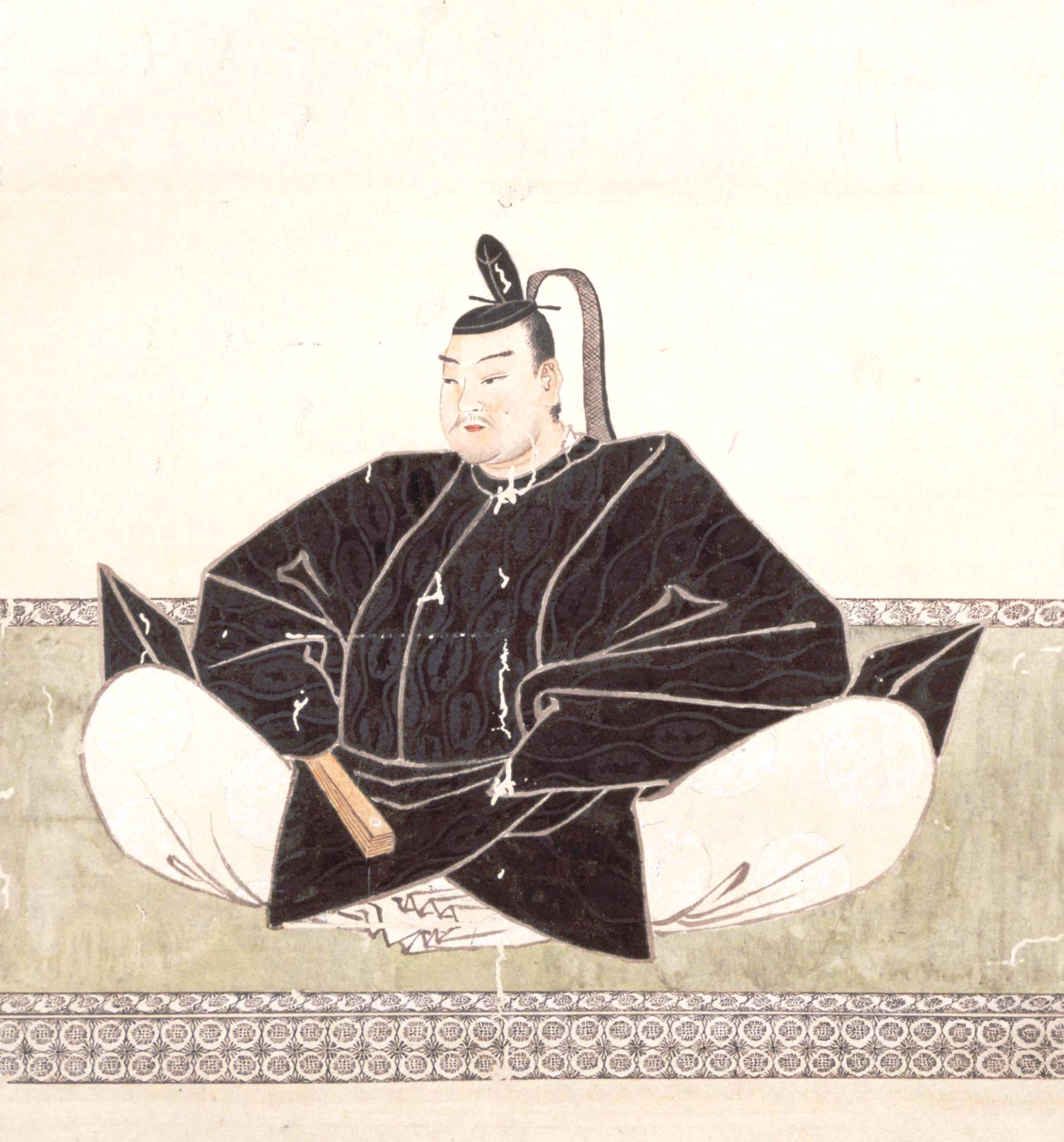

کوجو میچی‌فوسا (به ژاپنی: 九条 道房 Kujō Michifusa) (۱۶۰۹ – ۱۶۴۷ میلادی) یک کوگیو در دوره ادو در ژاپن بود. او با دختر ماتسودایرا تادانائو رهبر قلمروی اچیزن ازدواج کرد.